# Cratere Monk
Monk  è un cratere sulla superficie di Mercurio.